# Sonnenfinsternis vom 26. Januar 1990
Bei der ringförmigen Sonnenfinsternis vom 26. Januar 1990 verlief die Zone der Ringförmigkeit von der Antarktis über das Weddellmeer bis in den Südatlantik. Nahezu vom gesamten antarktischen Kontinent konnte man diese Finsternis mit hohem Bedeckungsgrad beobachten. In Südamerika war er bedeutend geringer. Wurde von Feuerland aus gesehen noch die Hälfte der Sonnenscheibe vom Mond bedeckt, so waren es von Uruguay nur noch ein Drittel. Bolivien lag am nördlichen Rand der Sichtbarkeitszone, und der Nordwesten von Südamerika ging völlig leer aus.
Diese Sonnenfinsternis gehört dem auslaufenden Saros-Zyklus 121 an, der insgesamt 71 Finsternisse bieten wird. Saros 121 begann am 25. April 944 mit einer kleinen partiellen Sonnenfinsternis in Nordkanada. Nach 7 partiellen Finsternissen auf der Nordhalbkugel folgten dann 42 totale und 2 hybride. Die Finsternis von 1990 war die achte von 11 ringförmigen Sonnenfinsternissen, denen noch 9 partielle auf der Südhalbkugel folgen werden. Am 7. Juni 2206 endet Saros 121 mit einer kleinen partiellen Sonnenfinsternis im Südatlantik nördlich des Weddellmeeres.